# 쉘리아 스티펠
쉘리아 스티펠(Sheila Steafel, 1935년 5월 26일 ~ 2019년 8월 23일)은 남아프리카 공화국의 배우, 텔레비전 배우, 영화배우, 자서전 작가이다.
요하네스버그에서 태어났다.

## 영화
- 백 투 더 시크릿 가든 (2001년)
- 닥터스 (2000년)
- 블러드배스 앳 더 하우스 오브 데스 (1984년)
- 투 캐치 어 스파이 (1971년)
- 작은 사랑의 멜로디 (1971년)
- 굿바이 미스터 칩스 (1969년)
- Z 카스 (1962년)